# Stalag IX A
 (mai 2021).
La mise en forme du texte ne suit pas les recommandations de Wikipédia : il faut le « wikifier ».
Les points d'amélioration suivants sont les cas les plus fréquents :
- Les titres sont pré-formatés par le logiciel. Ils ne sont ni en capitales, ni en gras.
- Le texte ne doit pas être écrit en capitales (les noms de famille non plus), ni en gras, ni en italique, ni en « petit »…
- Le gras n'est utilisé que pour surligner le titre de l'article dans l'introduction, une seule fois.
- L'italique est rarement utilisé : mots en langue étrangère, titres d'œuvres, noms de bateaux, etc.
- Les citations ne sont pas en italique mais en corps de texte normal. Elles sont entourées par des guillemets français : « et ».
- Les listes à puces sont à éviter, des paragraphes rédigés étant largement préférés. Les tableaux sont à réserver à la présentation de données structurées (résultats, etc.).
- Les appels de note de bas de page (petits chiffres en exposant, introduits par l'outil «  Source ») sont à placer entre la fin de phrase et le point final[comme ça].
- Les liens internes (vers d'autres articles de Wikipédia) sont à choisir avec parcimonie. Créez des liens vers des articles approfondissant le sujet. Les termes génériques sans rapport avec le sujet sont à éviter, ainsi que les répétitions de liens vers un même terme.
- Les liens externes sont à placer uniquement dans une section « Liens externes », à la fin de l'article. Ces liens sont à choisir avec parcimonie suivant les règles définies. Si un lien sert de source à l'article, son insertion dans le texte est à faire par les notes de bas de page.
- La présentation des références doit suivre les conventions bibliographiques. Il est recommandé d'utiliser les modèles {{Ouvrage}}, {{Chapitre}}, {{Article}}, {{Lien web}} et/ou {{Bibliographie}}. Le mode d'édition visuel peut mettre en forme automatiquement les références.
- Insérer une infobox (cadre d'informations à droite) n'est pas obligatoire pour parachever la mise en page.

Pour une aide détaillée, merci de consulter Aide:Wikification.
Si vous pensez que ces points ont été résolus, vous pouvez retirer ce bandeau et améliorer la mise en forme d'un autre article.
Le Stalag IX-A à Trutzhain près de Ziegenhain était un camp de prisonniers de guerre dans le nord de la Hesse qui exista pendant la Seconde Guerre mondiale et a été utilisé pour d'autres fonctions après la fin de la guerre.
De nombreuses baraques historiques ont été préservées et la structure de base du camp existe encore aujourd'hui dans le vieux centre-ville de Trutzhain; il est classé monument historique depuis 1985. Aujourd'hui, un mémorial commémore l'histoire du lieu.

## Configuration et utilisation
Le Stalag IX-A près de Ziegenhain a été ouvert le 26 septembre 1939, initialement uniquement avec des tentes. À partir du printemps 1940, des casernes fixes à colombages de 12 × 60 m sont construites et, au cours de la guerre, le Stalag IX-A devient le plus grand de ces camps dans l'actuel État de Hesse. Jusqu'en 1945, des prisonniers de guerre de différentes nations y furent internés, initialement des polonais et français. Parmi eux, le futur président français François Mitterrand. Les prisonniers de guerre polonais ont été traités comme des prisonniers de guerre jusqu'en 1940, mais ont par la suite souvent dû faire des travaux forcés. Au cours de la guerre, des prisonniers de Belgique, de Grande-Bretagne, des Pays-Bas, de l'Europe du Sud-Est, de l'Union soviétique et à partir de 1945 des États-Unis ont été ajoutés. Parmi les prisonniers américains se trouvait le sergent-chef Roddie Edmonds, nommé "Juste parmi les nations" par Yad Vashem. Dès novembre 1941, plusieurs milliers de prisonniers de guerre soviétiques sont internés au Stalag IX A et ont souffert de conditions particulièrement inhumaines dans une zone distincte du camp; le taux de mortalité parmi eux était extrêmement élevé. À partir de 1943, des militaires italiens y sont également emprisonnés.

### Commandants du stalag IX-A
- 26 septembre 1939 au 17 janvier 1940 : inconnu
- 18 janvier au 31 juin 1940 : Colonel Carl Sturm
- 1er juillet au 3 septembre 1940 : Colonel Erich Hiltorp
- 4 septembre 1940 au 5 janvier 1943 : Colonel Wilhelm Lincke
- 5 janvier 1943 à juillet 1944 : Colonel Willy Stenzel
- 20 juillet 1944 au 28 mars 1945 : Colonel Hermann Mangelsdorf
- 28-30 mars 1945: Sonderführer Fritz Taeuber (chargé par ordre de remettre le Stalag à l'armée américaine)

### Édifices médicaux[2]
Hôpitaux :
- Haina (500 lits)
- Treysa (500 lits)

Infirmeries :
- Grossen (100 lits)
- Herborn (100 lits)
- Marburg (100 lits)
- Münden (100 lits)
- Ziegenhain (100 lits)

## Liens web
- Mémorial et musée Trutzhain, Schwalmstadt
- (de) « Die Gedenkstätte und Museum Trutzhain », sur bpb.de, Bundeszentrale für politische Bildung, 14 février 2022 (consulté le 15 mai 2024)

## Sources
1. 1 2  Karin Brandes, Hans Gerstmann: Gedenkstätte und Museum Trutzhain. 2000, S. 10–12.
2. ↑  « Stalag-IX-A-4.pdf », sur bibliotheca-andana.be, 2019 (consulté le 11 mai 2021).